# Libyen i olympiska sommarspelen 2008
Libyen i olympiska sommarspelen 2008 bestod av 7 idrottare som blivit uttagna av Libyens olympiska kommitté.

## Cylking
- Huvudartikel: Cykling vid olympiska sommarspelen 2008

### Landsväg
Herrar
| Cyklist        | Gren      | Tid | Placering |
| -------------- | --------- | --- | --------- |
| Ahmed Belgasim | Linjelopp | DNF | DNF       |

## Friidrott
- Huvudartikel: Friidrott vid olympiska sommarspelen 2008

Förkortningar
- Noteringar – Placeringarna avser endast löparens eget heat
- Q = Kvalificerad till nästa omgång
- q = Kvalificerade sig till nästa omgång som den snabbaste idrottaren eller, i fältgrenarna, via placering utan att uppnå kvalgränsen.
- NR = Nationellt rekord
- N/A = Omgången ingick inte i grenen
- Bye = Idrottaren behövde inte delta i denna omgång

Herrar
Bana och landsväg
| Idrottare            | Gren    | Final    | Final     |
| Idrottare            | Gren    | Resultat | Placering |
| -------------------- | ------- | -------- | --------- |
| Ali Mabrouk El Zaidi | Maraton | DNF      | DNF       |

Damer
Bana & landsväg
| Idrottare | Gren  | Heat     | Heat      | Semifinal        | Semifinal        | Final            | Final            |
| Idrottare | Gren  | Resultat | Placering | Resultat         | Placering        | Resultat         | Placering        |
| --------- | ----- | -------- | --------- | ---------------- | ---------------- | ---------------- | ---------------- |
| Ghada Ali | 400 m | 1:06.19  | 7         | Gick inte vidare | Gick inte vidare | Gick inte vidare | Gick inte vidare |

## Judo
Herrar
| Idrottare         | Gren                    | Inledande omgång        | Sextondelsfinal      | Åttondelsfinal       | Kvartsfinal          | Semifinal            | Återkval 1           | Återkval 2           | Återkval 3           | Final / BM           | Final / BM |
| Idrottare         | Gren                    | Motståndare Resultat    | Motståndare Resultat | Motståndare Resultat | Motståndare Resultat | Motståndare Resultat | Motståndare Resultat | Motståndare Resultat | Motståndare Resultat | Motståndare Resultat | Placering  |
| ----------------- | ----------------------- | ----------------------- | -------------------- | -------------------- | -------------------- | -------------------- | -------------------- | -------------------- | -------------------- | -------------------- | ---------- |
| Mohamed Ben Saleh | Halv tungvikt (-100 kg) | Hadfi (HUN) L 0001–1001 | Gick inte vidare     | Gick inte vidare     | Gick inte vidare     | Gick inte vidare     | Gick inte vidare     | Gick inte vidare     | Gick inte vidare     | Gick inte vidare     |            |

## Simning
- Huvudartikel: Simning vid olympiska sommarspelen 2008

## Taekwondo
| Idrottare    | Gren             | Åttondelsfinaler     | Kvartsfinaler        | Semifinaer           | Återkval             | Bronsmatch           | Final                | Final            |
| Idrottare    | Gren             | Motståndare Resultat | Motståndare Resultat | Motståndare Resultat | Motståndare Resultat | Motståndare Resultat | Motståndare Resultat | Placering        |
| ------------ | ---------------- | -------------------- | -------------------- | -------------------- | -------------------- | -------------------- | -------------------- | ---------------- |
| Ezedin Tlish | Herrarnas −68 kg | Kim (UZB) L DSQ      | Dick inte vidare     | Dick inte vidare     | Dick inte vidare     | Dick inte vidare     | Dick inte vidare     | Dick inte vidare |